# Dolichopeza tarsalis
Dolichopeza tarsalis är en tvåvingeart som först beskrevs av Alexander 1919.  Dolichopeza tarsalis ingår i släktet Dolichopeza och familjen storharkrankar. Inga underarter finns listade i Catalogue of Life.